# Leilia Adzhametova
Leilia Adzhametova (ukrainien : Лейля Ільясівна Аджаметова), née le 3 septembre 1994, est une athlète handisport ukrainienne qui concourt dans la catégorie T13.

## Biographie
Malvoyante, elle débute l'athlétisme à l'âge de 11 ans.
En 2016, au Grand Prix de Berlin, elle remporte le 100 m T13 avant de battre le record d'Europe du 200 m en 24 s 84 lors des séries. Quelques semaines plus tard, aux Jeux paralympiques d'été de 2016, elle remporte le 100 m en 11 s 79 devant la Sud-Africaine Ilse Hayes et l'Américaine Kym Crosby. Elle bat également le record du monde de la distance, record qu'elle avait déjà amélioré la veille lors des séries,. Elle arrive également troisième lors du 400 m en 56 s 60, derrière la Française Nantenin Keïta et la Sud-Africaine Ilse Hayes.
Aux Championnats d'Europe handisport en 2017 à Londres, elle remporte trois médailles d'or : le 100 m avec un nouveau record des championnats en 12 s 00, le 200 m en battant le record du monde en 24 s 63 et le 400 m en 56 s 58. L'année suivante, aux Championnats d'Europe, elle rafle l'or sur le 100 et le 200 m ainsi que l'argent sur le 400 m.

## Distinctions
- 2016 : Ordre du Mérite, 3e classe[8]

## Palmarès

### Jeux paralympiques
- Jeux paralympiques d'été de 2016 à Rio de Janeiro ( Brésil) :
  -  médaille d'or du 100 m T13
  -  médaille de bronze du 400 m T13

### Championnats du monde
- Championnats du monde handisport à Londres ( Royaume-Uni) :
  -  médaille d'or du 100 m T13
  -  médaille d'or du 200 m T13
  -  médaille d'or du 400 m T13

### Championnats d'Europe
- Championnats d'Europe handisport à Berlin ( Allemagne) :
  -  médaille d'or du 100 m T13
  -  médaille d'or du 200 m T13
  -  médaille d'or du 400 m T13